# Hans-Joachim Eckstein

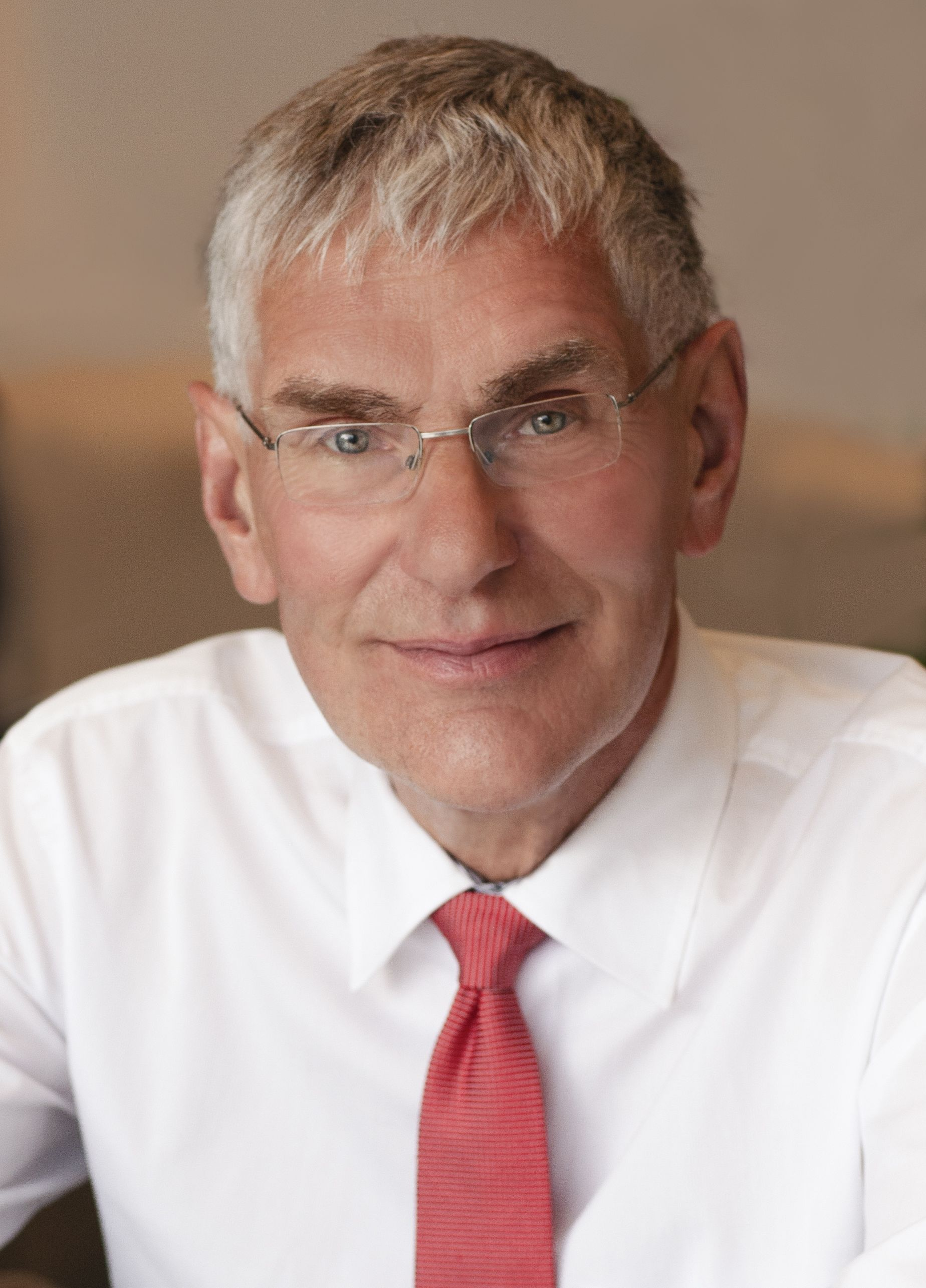
Hans-Joachim Eckstein

Hans-Joachim Eckstein (* 27. Januar 1950 in Köln) ist ein evangelischer Theologe und Neutestamentler. Schwerpunkte seiner Lehr- und Forschungstätigkeit waren die Theologie des Paulus, die Christologie sowie Fragen rund um die Auferstehung Jesu Christi. Als Sachbuch-Autor wurde er einem breiteren Publikum durch seine Veröffentlichungen zu den „Grundlagen des Glaubens“ bekannt, in denen er zentrale theologische Themen in Essays und Einzeluntersuchungen entfaltet. Eine Vielzahl an Glaubens- und Lebensthemen werden zudem in seinen Veröffentlichungen mit Kurztexten, Gedichten und Meditationen allgemein verständlich entfaltet.

## Leben und Wirken
Nach seinem Studium der Evangelischen Theologie in Erlangen und Tübingen sowie dem ersten theologischen Examen an der Eberhard Karls Universität in Tübingen im Jahre 1975 und dem anschließenden Vikariat in Meßstetten promovierte Eckstein im Jahr 1980 über den „Begriff Syneidesis bei Paulus“. Bis 1990 schlossen sich Tätigkeiten als wissenschaftlicher Angestellter und Hochschulassistent an der Universität Tübingen an. Es folgte eine Anstellung als Pfarrer der Evangelischen Landeskirche in Württemberg im Hochschuldienst bis 1996. Während dieser Zeit habilitierte sich Eckstein im Jahr 1994 zum Dr. theol. habil. (Thema: Verheißung und Gesetz. Eine exegetische Untersuchung zu Galater 2,15–4,7).
An der Theologischen Fakultät der Universität Heidelberg war Eckstein von 1996 bis 2001 als Professor für Neues Testament tätig. Von 2001 bis zu seinem Ruhestand 2016 hatte er den Lehrstuhl für Neues Testament mit Schwerpunkt Evangelienforschung an der Evangelisch-theologischen Fakultät der Universität Tübingen inne.
Eckstein war von 2004 bis 2021 Mitglied der Kammer für Theologie der Evangelischen Kirche in Deutschland. Von 2004 bis 2016 war er Mitglied der Landessynode der Evangelischen Landeskirche in Württemberg und zwischen 2002 und 2016 Vorsitzender des Kuratoriums des Evangelischen Stifts in Tübingen.
Er legte in Lehre und Wirken großen Wert auf Nähe zu Studenten und Hörern, was sich in seinem Engagement in der Studentenseelsorge, in christlichen Studentengruppen (z. B. SMD), einer Vielzahl von Vortragsveranstaltungen und Seminaren, teilweise auch in außeruniversitärem Rahmen, widerspiegelte. Darüber hinaus ist er Autor und Komponist zahlreicher christlicher Lieder.
2020 hat er für „herausragende Verdienste in Kirche und Theologie“ die Brenz-Medaille in Silber erhalten. Mit der höchsten Auszeichnung der Landeskirche in Württemberg würdigte Landesbischof July den „Brückenbauer zwischen Theologie und Glauben“: „Das Gespräch zwischen Kirche und Fakultät war ihm als Lehrender ebenso ein Herzensanliegen wie die Verbindung von akademischer Lehre und gelebtem Glauben, auch im Austausch mit den Studierenden.“
2022 hat er auf Vorschlag des Ministerpräsidenten des Landes Baden-Württemberg, Winfried Kretschmann, als Anerkennung für seine „herausragenden Leistungen für das Gemeinwesen“ vom Bundespräsidenten den Verdienstorden der Bundesrepublik Deutschland erhalten. Diese Auszeichnung habe er nach den Worten des Rektors der Universität Tübingen, Bernd Engler, „für sein langjähriges ehrenamtliches Engagement, unter anderem in der Studierendenseelsorge, in christlichen Studierendengruppen und in einer Vielzahl von allgemeinverständlichen Vortragsveranstaltungen auch im außeruniversitären Rahmen“ erhalten. „Besonders im Einsatz über die Konfessionen hinaus gelang es Professor Eckstein, zu einer Verständigung und inhaltlicher Differenzierung beizutragen.“ Denn „der Beitrag der Theologie in orientierungslosen Zeiten ist bedeutsam.“ Wie der Laudator, Landesbischof July, hervorhob, gehörte es „viele Jahre zu seinen Herzensanliegen […], zwischen Kirche und Fakultät, zwischen akademischer Lehre und dem persönlichen Gespräch über den gelebten Glauben, zwischen verschiedenen Prägungen landeskirchlicher Frömmigkeit zu vermitteln. Dies hat auch viele Studierende ermutigt, ihren Weg in Kirche und Theologie weiterzugehen.“ „Nichts motiviert mehr zur wissenschaftlichen Arbeit als die Einsicht in deren Lebensrelevanz und Sinnhaftigkeit“, begründete der als „Brückenbauer von der Forschung zur Praxis“ Ausgezeichnete die Notwendigkeit der Vermittlung.

## Auszeichnungen
- 1994: Landeslehrpreis Baden-Württemberg
- 2008: Sexauer Gemeindepreis für Theologie für seine Fähigkeit "knapp und präzise zu formulieren und bei alledem verständlich zu bleiben", so sein Laudator.[8]
- 2020: Silberne Brenz-Medaille der Evangelischen Landeskirche Württembergs[5]
- 2022: Verleihung des Verdienstkreuzes am Bande für sein herausragendes Engagement für das Gemeinwohl durch den Bundespräsidenten.[9]
- 2023: „Heroes of Hope Award“[10]

## Veröffentlichungen (Auswahl)
Theologische Abhandlungen
- Der Begriff Syneidesis bei Paulus. Eine neutestamentlich-exegetische Untersuchung zum Gewissensbegriff, WUNT 2/10, Tübingen 1983 (347 S.)
- Verheißung und Gesetz. Eine exegetische Untersuchung zu Galater 2,15–4,7, WUNT 86, Tübingen 1996 (307 S.)
- Jesus Christus als die Mitte der Schrift, Studien zur Hermeneutik des Evangeliums, C. Landmesser / H.-J. Eckstein / H. Lichtenberger (Hg.), BZNW 86, Berlin u. a. 1997 (1012 S.)
- Die Wirklichkeit der Auferstehung, H.-J. Eckstein / M. Welker (Hg.), 4. Auflage. Neukirchen-Vluyn 2010 (2002) (300 S.)
- Der aus Glauben Gerechte wird leben. Beiträge zur Theologie des Neuen Testaments, BVB 5, 2. Auflage. Münster u. a. 2007 (2003) (276 S.)
- Kyrios Jesus. Perspektiven einer christologischen Theologie, 3. Auflage. Vandenhoeck & Ruprecht, Göttingen 2022 (170 S.), ISBN 978-3-525-50498-7.
- Eschatologie – Eschatology, H.-J. Eckstein / C. Landmesser / H. Lichtenberger (Hg.), WUNT 272, Tübingen 2011 (412 S.)
- Kompendium Gottesdienst, H.-J. Eckstein / U. Heckel / B. Weyel (Hg.), UTB S 3630, Tübingen 2011  (320 S.)
- Was ist gerecht? Biblische Impulse zur politischen Diskussion, mit M. Oeming, Berlin 2009 (48 S.)
- Wissen, was zählt – Texte zur Bibel 30, Ökumenische Bibelwoche 2014/2015 (Galaterbrief), mit K. Offermann, Neukirchen 2014 (156 S.)
- Christus in euch. Von der Freiheit der Kinder Gottes. Eine Auslegung des Galaterbriefes. 2. Aufl., Vandenhoeck & Ruprecht, Göttingen 2022, ISBN 978-3-525-52401-5.

Veröffentlichungen für breiteres Publikum
- Bibelanstreichsystem. Mit Verzeichnis biblischer Begriffe, 15. Auflage Witten 2015 (1974)
- Von frisch verliebt bis wohlvertraut. Lass uns Liebe lernen. 12. Auflage Holzgerlingen 2014 (1977) (176 S.)
- Glaube, der erwachsen wird. 7. Auflage Holzgerlingen 2008 (1986) (125 S.)
- Du liebst mich, also bin ich. Gedanken, Gebete und Meditationen, 17. Auflage Holzgerlingen 2014 (1989) (160 S.) und (Compact Disc, 2. Auflage. Holzgerlingen 2009)
- Du hast Worte des Lebens. Bibel-Lernsystem. Studienausgabe in Griechisch und Deutsch, Holzgerlingen 2005
- Du bist ein Wunsch, den Gott sich selbst erfüllt hat, 3. Auflage. Holzgerlingen 2014 (2012) (176 S.)
- Kurz & Gott. Lichtblicke (mit Zeichnungen von Eberhard Münch), Adeo Verlag, Asslar 2017, 2. Aufl. 2020, ISBN 978-3-00-064118-3.
- Wie ein Adler. Lieder persönlich erlebt (mit Skizzen von Eva Maria Jäger), SCM Hänssler, Holzgerlingen 2017, ISBN 978-3-7751-5789-6. (208 S.)
- Zeit der ersten Liebe. Zu einer neuen Ursprünglichkeit nach Kinderglauben und Glaubenskrise, SCM Hänssler, Holzgerlingen 2020, ISBN 978-3-7751-6019-3. (160 S.)
- Wertschätzungen: Gedanken, Gedichte und Gebete, SCM Hänssler, 2. Auflage Holzgerlingen 2020, ISBN 978-3-7751-6033-9. (1.007 S.)
- Kurz & Gott. Hoffnungsfroh (mit Zeichnungen von M. Allner), Adeo Verlag, Asslar 2020, ISBN 978-3-86334-251-7. (96 S.)
- Sorge dich nicht, vertraue! Gedanken, die tragen, SCM Hänssler, Holzgerlingen 2021, ISBN 978-3-7751-6128-2. (224 S.)
- Liederbuch. Gesamtausgabe. Ecksteinproduction, Dettenhausen 2022, ISBN 978-3-00-071368-2. (67 S.)
- Wie weit ist es nach Bethlehem. Adventliches Türöffnen und weihnachtliches Wundern. SCM-Verlag, Holzgerlingen 2022, ISBN 978-3-7751-6168-8. (186 S.)
- Beziehungsgewiss. Grundlagen des Glaubens. SCM, Holzgerlingen 2023, ISBN 978-3-417-00066-5. (688 S.)
- Beschenkt (mit Zeichnungen von Stefanie Bahlinger), Adeo Verlag, Asslar 2024, ISBN 978-3-86334-391-0. (96 S.)
- Das vergessene Geheimnis. Christus in uns. SCM, Holzgerlingen 2024, ISBN 978-3-417-01007-7. (240 S.)

als Herausgeber
- Jesus Christus als die Mitte der Schrift. Studien zur Hermeneutik des Evangeliums. C.Landmesser, H.-J. Eckstein, H. Lichtenberger (Hg.), BZNW 86, Berlin 1997 (1012S.)
- Ernst Käsemann zum 100.Geburtstag. Tübinger Vorträge, J. Adam, H.-J. Eckstein, U. Heckel, B. Weyel (Hg.), UTB S 3630, Tübingen, 2011 (320 S.)
- Wege der Weisheit. Festschrift Frank Otfried July, hg. von H.-J. Eckstein, E. Volkmann, G. Wulz (Hg.), Stuttgart 2014 (272 S.)

Diskografie
- Du liebst mich, also bin ich, Hörbuch, Audio-CD, SCM Hänssler, Holzgerlingen 2005, 2. Auflage 2009.
- Playback Lieder, Audio-CD, Eckstein Production, Vertrieb: SCM Hänssler, Holzgerlingen 2015
- Lieder, Audio-CD, eingespielt von Gracetown-Musikern, Eckstein Production, Vertrieb: SCM Hänssler, Holzgerlingen 2015.
- Wie ein Adler, Audio-CD, SCM Hänssler, Holzgerlingen 2017.
- Du bist mir so wertvoll, Audio-CD, Eckstein Production, Vertrieb: SCM Hänssler Musik, Holzgerlingen 2020.